# 隐槽
隐槽，又称相对低压槽，是指槽两侧水平气压梯度值不同，而方向相同的低压槽。锋的两侧只有水平气压梯度的差别（即冷锋后的水平气压梯度比冷锋前的大），而等压线的气旋性弯曲不明显。中国的冷锋有很大一部分位于隐槽中。